# EsseGesse
EsseGesse è la denominazione di un sodalizio artistico composto da Giovanni Sinchetto (1922-1991), Dario Guzzon (1926-2000) e Pietro Sartoris (1926-1989), autori di celebri personaggi dei fumetti come Il grande Blek, Capitan Miki e il Comandante Mark che dagli anni cinquanta agli anni novanta hanno segnato la storia del fumetto italiano, arrivando nei periodi di maggior successo a vendere fino a 400 000 copie a settimana e venendo più volte ristampati nel corso degli anni.

## Biografia
Dopo aver esordito singolarmente nel 1949 con propri progetti i tre autori decidono di lavorare insieme sotto la sigla EsseGesse (le tre iniziali dei loro cognomi) collaborando con le Edizioni Alpe realizzando il loro primo personaggio: Olenwald il Nibelungo, creato graficamente da Franco Donatelli e pubblicato sulla Gazzetta dei Piccoli (supplemento al quotidiano di Torino Gazzetta del Popolo).
L'anno successivo il gruppo pubblica con Kinowa scritto da Andrea Lavezzolo che verrà pubblicato solo per due anni. Nel 1951 si impone con successo la serie di Capitan Miki e due anni dopo il successo verrà bissato da Il grande Blek, tutti personaggi editi dalla Editoriale Dardo destinati a una lunga vita editoriale e a picchi di tiratura di centinaia di migliaia di copie alla settimana. In questo periodo Guzzon realizza i disegni a matita che verranno ripassati a china da Sinchetto mentre gli sfondi erano opera di Sartoris. Durante la realizzazione di Capitan Miki il gruppo collaborò a storie di vario genere quali Il Cavaliere Nero edito dall’Audace e Il Piccolo Trapper che può essere visto come una prova generale di Blek Macigno.
Il dominio in edicola della Essegesse con tirature da tre a quattrocentomila copie a settimana delle loro serie nei momenti migliori surclassa tutta la concorrenza grazie anche alla loro organizzazione del lavoro con il quale il gruppo riesce a produrre una notevole mole di materiale con Sinchetto e Guzzon che arrivavano ciascuno a disegnare una media di 120 strisce al mese mentre Sartoris si occupava della sceneggiatura e a poche pagine mensili disegnate.
Dopo aver interrotto nel 1965 la collaborazione con l'Editoriale Dardo per motivi economici, abbandonando le creature più riuscite delle quali avevano ceduto i diritti, tentano l'avventura editoriale fondando senza fortuna una propria casa editrice con la sigla SISAG (da Sinchetto, Sartoris, Guzzon) con la quale pubblicano Alan Mistero, ma dopo soli 23 numeri rinunciano al progetto dedicandosi da allora alla sola creazione di fumetti. Nel 1966 propongono a Sergio Bonelli una nuova serie ambientata durante la guerra d'indipendenza americana e incentrata su un personaggio a capo di un valoroso gruppo di patrioti: il Comandante Mark. L'editore approva la proposta, diversamente da sua madre Tea Bertasi che nel 1953 aveva rifiutato una loro precedente progetto, Blek Macigno. La seriedel Comandante Mark verrà pubblicata per 24 anni sempre realizzata dal trio di autori che negli ultimi tempi verranno affiancati dalla disegnatrice Lina Buffolente. Nel 1990 la serie viene interrotta. Il personaggio continuerà ad apparire nelle edicole con la ristampa Tutto Mark e con storie inedite a cadenza annuale realizzate da vari autori oltre a Buffolente e Guzzon, all'epoca ultimo sopravvissuto del trio e scomparso nel maggio 2000.

## Opere
- Kinowa
- Capitan Miki
- Il grande Blek
- Alan Mistero
- Comandante Mark